# HD 100546
HD 100546 (auch KR Muscae, kurz KR Mus) ist ein Stern im Sternbild Fliege. Der Stern liegt 360 Lichtjahre von der Sonne entfernt und besitzt eine scheinbare Helligkeit von 6,7 mag. Aufgrund seiner Gas- und Staubscheibe und der dort höchstwahrscheinlich stattfindenden Planetenbildung ist er für die Astronomie von besonderem Interesse.

## Der Stern
HD 100546 ist ein Herbig-Ae/Be-Stern (Spektralklasse B9 Vne) und besitzt eine Masse von 2,2 M⊙ und eine effektive Temperatur von rund 9 800 K. Die Entfernung beträgt nach Messungen von Hipparcos ca. 320 Lj (π = 10,3 mas) oder nach Messungen von Gaia ca. 360 Lj (π = 9,1 mas). Verschiedene Altersbestimmungen reichen von 3,5 Mio. Jahren bis hin zu 10 Mio. Jahren, wobei der Schwerpunkt der neueren Bestimmungen bei 5 – 7 Mio. Jahren liegt. Der Stern ist wahrscheinlich mit der Dunkelwolke DC 296.2-7.9, an deren Rand er sich befindet, assoziiert. Die Akkretionsrate beträgt einige 10−7 M⊙ pro Jahr.

## Gas- und Staubscheibe
HD 100546 ist von einer zirkumstellaren Scheibe mit innerem Hohlraum (einer so genannten transitional disk) umgeben. Die asymmetrische, morphologisch komplexe Scheibe stellt sich dar wie folgt:
- Sie ist laut den meisten Untersuchungen 40° – 50° gegenüber der face-on-Ansicht geneigt.[7][14][15][16]
- Direkt um den Stern liegt die innere Scheibe, die einen Innenradius von 0,2 – 0,3 AE und einen Außenradius von maximal 0,7 AE  besitzt.[17][18]
- Danach folgt eine weitgehend gas- und staubfreie Lücke bis ≈ 13 AE (die Werte reichen von 10 – 16 AE) um den Stern.[19][20][21][18][16]
- Danach schließt die äußere Scheibe an, deren molekulares Gas sich laut CO-Gasmessungen bis ≈ 400 AE um den Stern erstreckt.[15][22]
- Darüber hinaus existiert noch ein dünner Halo bis über 1 000 AE um den Stern.[14]
- Die Scheibe zeigt „Spiralarme“ bzw. spiralige Strukturen, die besonders gut mit dem Hubble-Weltraumteleskop beobachtet werden konnten und als deren Ursache verschiedene Erklärungen (z. B. Störung der Scheibe durch Planeten, Reflexions-/Schattenphänomene) diskutiert werden.[14][23]
- Die Scheibenfarbe ähnelt der von Kuipergürtelobjekten, was darauf hindeutet, dass in beiden Fällen die gleichen Verwitterungsprozesse am Werk sind.[14]
- Beobachtungen der Staubkontinuum-Emission am ALMA (λ = 870 µm) zeigen einen asymmetrischen Ring um den Stern bei 20 – 40 AE.[7]

Die Scheibenmasse (molekulares Gas in der Scheibe im Radius von ≈ 400 AE um den Stern) beträgt laut 12CO-Gasmessungen 0,001 – 0,01 M⊙. Neue ALMA-Messungen anhand des Kohlenmonoxid-Isotopologs C18O ergeben wiederum eine höhere, totale Gasmasse von mindestens 0,018 M⊙; außerdem wurde die Staubmasse zu ca. 0,001 M⊙ berechnet (d. h. Gas-Staub-Verhältnis ≈ 19). Die innere Scheibe muss durch einen Strömungsmechanismus von der äußeren Scheibe her immer wieder neu gespeist werden, da ansonsten die Akkretion des Sterns die innere Scheibe rasch aufbrauchen würde.

## Substellare Begleiter
HD 100546 zeigt als eines von nur ein paar bekannten Systemen (z. B. auch LkCa 15, HD 169142 und MWC 758) deutliche Anzeichen von stattfindender (Gas-)Planetenentstehung. Astronomen bietet dies die Gelegenheit, diesen Prozess in Natura zu studieren und so theoretische Modelle zu überprüfen. Ein bestätigter sowie wahrscheinlich noch ein weiterer Riesenplanet, deren Entstehungsprozesse noch nicht abgeschlossen sind, umkreisen den Stern:
- HD 100546 b befindet sich ≈ 50 AE vom Stern entfernt in der zirkumstellaren Scheibe eingebettet[2] und wurde von Sascha Quanz u. a. als Protoplanet-Kandidat entdeckt (2013 publiziert)[24] und 2015 (ebenfalls von Sascha Quanz u. a.) als Protoplanet bestätigt[2]. Die Entdeckung gelang durch direkte Beobachtung (engl. direct imaging) am VLT/NACO, wo HD 100546 b als IR-Punktquelle im scheinbaren Abstand von 0,5″ vom Stern mit einer scheinbaren L'-Helligkeit (λ = 3,8 µm) von 13 – 14 mag erfasst wurde.[24][2] Es dürfte sich um einen superjovianischen Protoplaneten mit zirkumplanetarer Scheibe handeln, der noch Masse akkretiert.[2][25] Durch die zirkumplanetare Scheibe erklärt sich auch der sehr große berechnete Radius des Objektes (genauer: der emittierenden Region) von ≈ 7 RJ.[2] Die Planetenmasse wurde zuerst auf ≈ 15 – 20 MJ[24] geschätzt; spätere Studien geben Massen von 3 – 4 MJ[25] oder 1,65 MJ[7] an. Die Umlaufzeit um den Stern beträgt ca. 250 Jahre.[2] Zudem weist die zirkumstellare Scheibe Merkmale auf, die auf Wechselwirkung zwischen Protoplanet und Scheibe schließen lassen.[24]
- HD 100546 „c“: An der Außenkante der Scheibenlücke (≈ 10 AE Entfernung zum Stern) befindet sich mit hoher Wahrscheinlichkeit ein massereicher Planet oder Brauner Zwerg, zumal die Scheibenlücke selbst ein deutliches Indiz für die Präsenz eines solchen Objektes ist.[19][20][17] Auch liefert die IR-Spektroskopie von CO- und OH-Emissionen starke Hinweise auf ein umlaufendes Objekt nahe der Scheibenwand (bei ≈ 13 AE).[26] Masseschätzungen für HD 100546 „c“ reichen von 10 – 20 MJ[25] über 20 MJ[20] bis zu 60  +20−40 MJ[17]. Bei der Auflösung des Scheibenhohlraums mit dem Gemini Planet Imager (GPI) wurde eine Punktquelle entdeckt, bei der es sich um den Planeten handeln könnte (ein besonders heller Scheibenteil scheint ebenso denkbar).[25] Eine spätere GPI-Beobachtung bestätigte diese mögliche direkte Beobachtung aber nicht.[27]